# 贝尔法斯特 (纽约州)
贝尔法斯特（英語：Belfast）是位于美国纽约州阿利根尼县的一个镇。2010年美国人口普查时，该镇有1663人。其命名于1825年，名称则来源于现今北爱尔兰首府贝尔法斯特。该镇面积则为36.5平方英里。